# Темиар
Темиар (также Суат, Демьяры; укр. Теміар, крымскотат. Temiyar, Темияр) — маловодная река (ущелье) на Южном берегу Крыма, на территории городского округа Ялта, правая составляющая Путамицы. Длина водотока 3,9 километра, площадь водосборного бассейна — 8,95 км².

## Название
Названия Суат и Демьяры применяется в справочнике «Поверхностные водные объекты Крыма» и других современных официальных документах. Впервые название Темиар встречается в труде Петра Симона Палласа «Наблюдения, сделанные во время путешествия по южным наместничествам Русского государства в 1793—1794 годах», в котором он фигурирует среди истоков Дерекойки (у Палласа — ручей Ялта). Вариант Дильяри встречается в труде В. Х. Кондараки «Универсальное описание Крыма», там же следует замечание, что ранее река называлась Темиара. Харьковская газета Южный край в номере за 28 июня 1904 года писала 
Известный в Ялте богатый татарин Аджи Осман, желая прийти на помощь своим односельчанам, жителям деревни Дерекой, сильно нуждающимся в воде, пожелал провести воду за свой счет из источника "Демьяри".  Водопровод этот по словам Кр. Кур., обойдется ему в 25 тыс..
В труде «Обзор речных долин горной части Крыма» Николая Рухлова, на современных туристических картах и в работах краеведов употребляется вариант Темиар.

## География
Начало реки находится у обрывов Ялтинской яйлы, между хребтом Иограф и скалой Йерах-Хюль, истоком считается родник Суат, расположенный на высоте 543 м над уровнем моря (согласно Н. В. Рухлову — 250 саженей, или 533 м). Русло Темиара вначале очень крутое, на реке в сезон образуется несколько живописных водопадов. Согласно справочнику «Поверхностные водные объекты Крыма» у Темиара притоков нет, упоминаются только питающие реку многочисленные родники. Сливаясь в черте Ялты с рекой Бабу, образует реку Путамица, среднемноголетний расход воды вблизи устья — 0,023 м³/сек, водоохранная зона реки установлена в 50 м.